# A (Schiff)
Die A ist eine der größten privaten Megayachten der Welt. In der Liste der längsten Motoryachten belegt sie Platz 23. Ihr Besitzer ist der russische Milliardär Andrei Igorewitsch Melnitschenko.

## Entwicklung

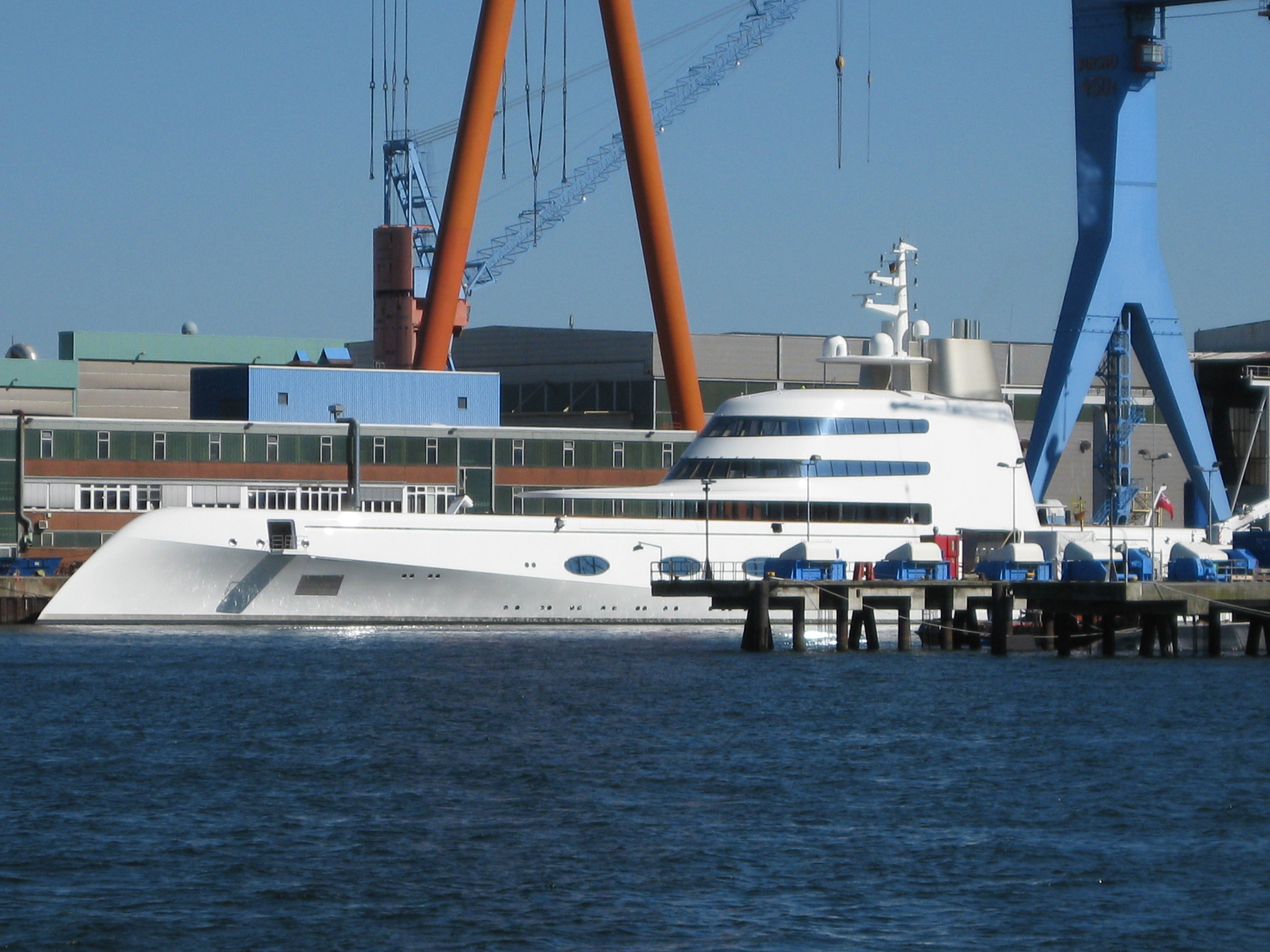
A im Dock in Kiel

Die Howaldtswerke-Deutsche Werft erhielt den Auftrag, das aus Stahl und Aluminium errichtete Schiff zu bauen. Die Projektbezeichnung lautete erst „SF99“ (Starck-Francis, 99 Meter), dann „Sigma“. Das Design stammt von dem französischen Designer Philippe Starck und dem französischen Designbüro von Martin Francis. Die äußere Form erinnert stark an die Zumwalt-Klasse der United States Navy, ein Kriegsschiff mit kleiner Radarsignatur. Auch die niederländische Werft Feadship orientiert sich bei einigen ihrer Bauten daran. So erhielt die 2008 gebaute Predator ebenfalls dieses Aussehen.
Der Bau der Yacht soll 300 Millionen Dollar gekostet haben.

## Ausstattung
Auch für das Innendesign war Philippe Starck verantwortlich: Dort befinden sich drei Aufzüge, eine Eignersuite und sechs Gästesuiten. Angetrieben wird das Schiff von zwei 20-Zylinder-Dieselmotoren des Herstellers MAN Diesel & Turbo mit je 9.000 kW Leistung. Mit einem Tankinhalt von 757.000 Liter Marinedieselöl kann die A eine Strecke von 6.500 Seemeilen (ca. 12.000 km) bei einer Reisegeschwindigkeit von 19 Knoten zurücklegen. Die Maximalgeschwindigkeit beträgt 23 kn.
Die A bietet Platz für 14 Gäste und 37 Crewmitglieder.

## Bildergalerie

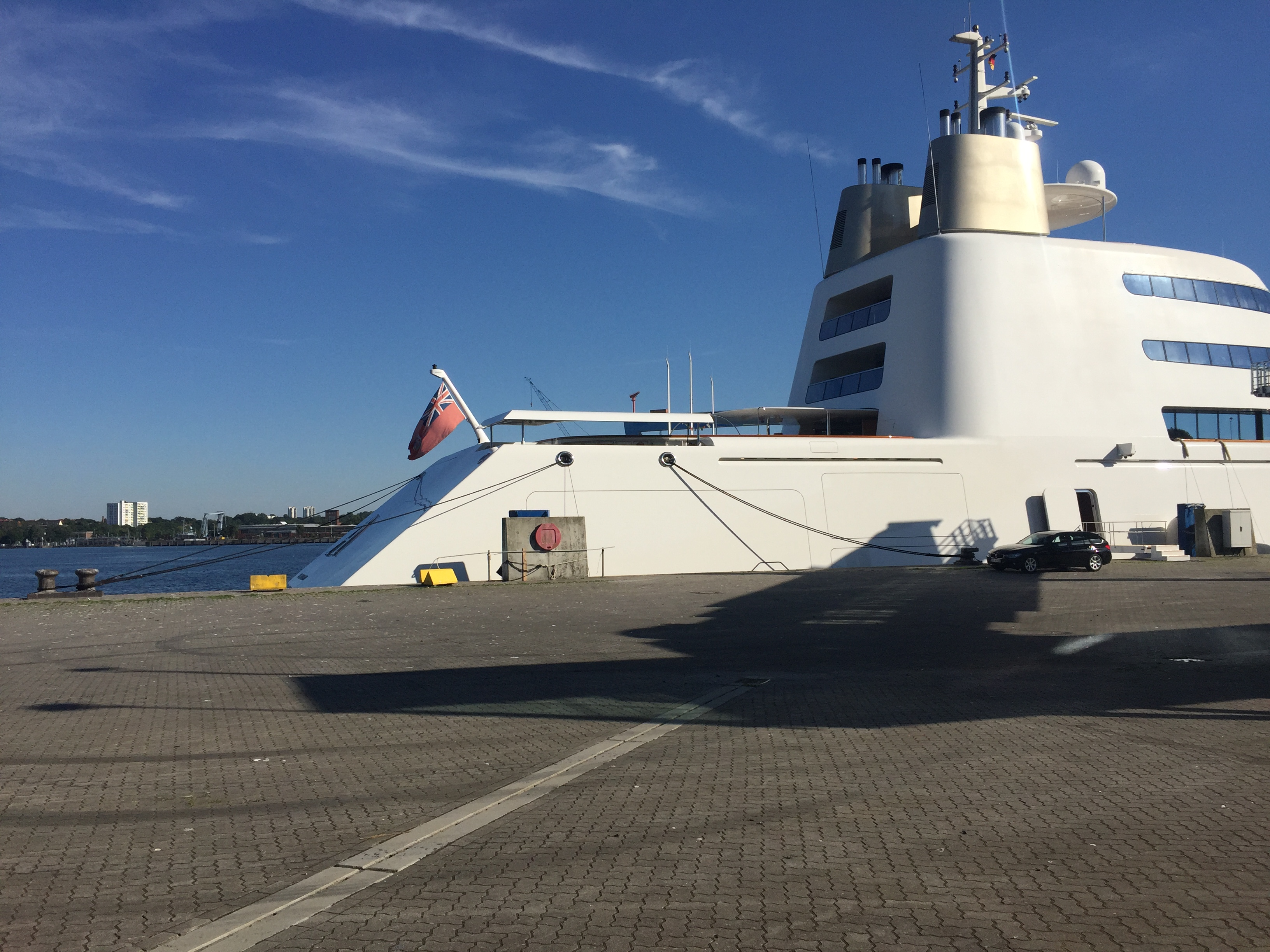
Das Heck der A
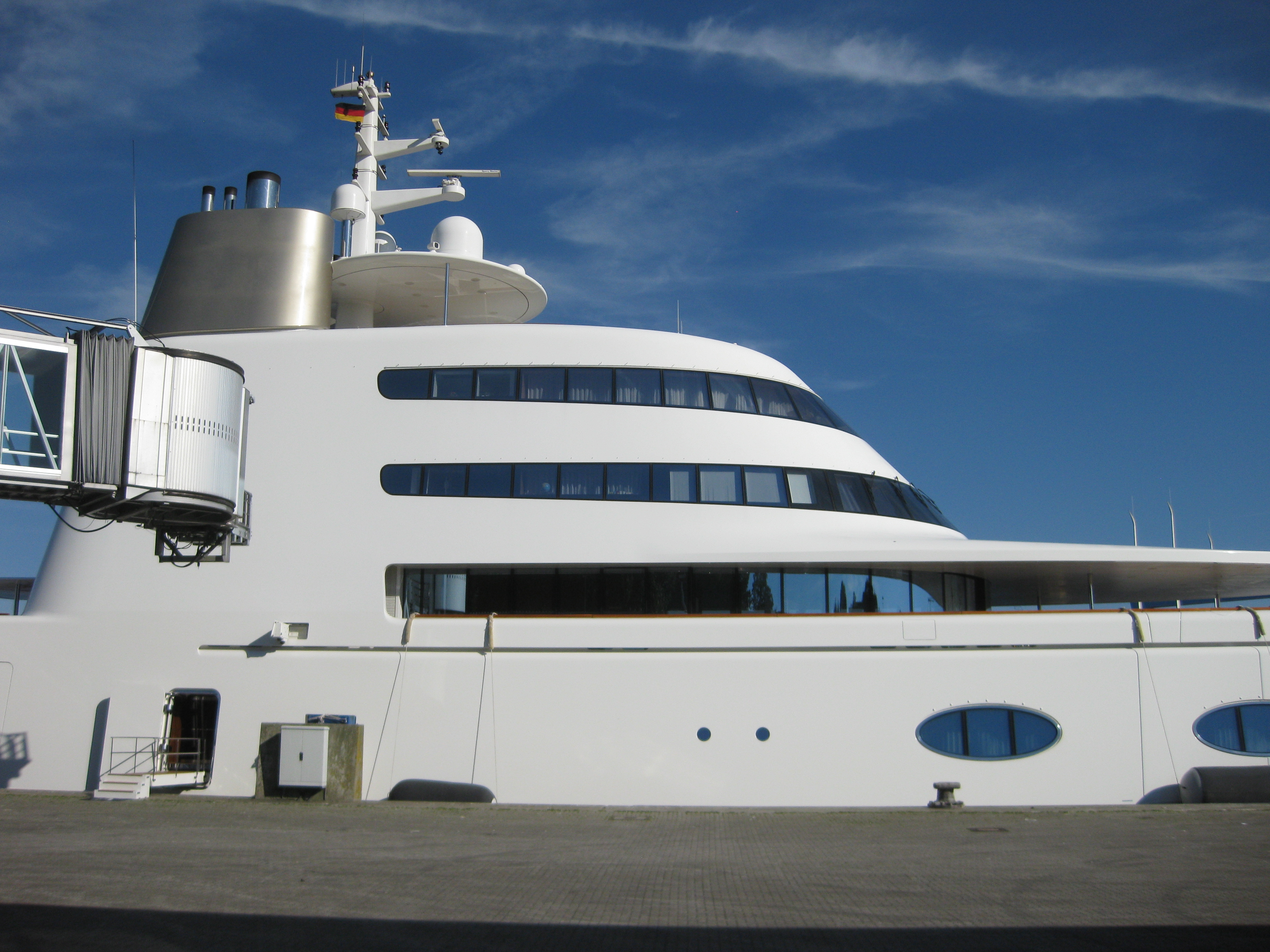
Die Deckaufbauten der A
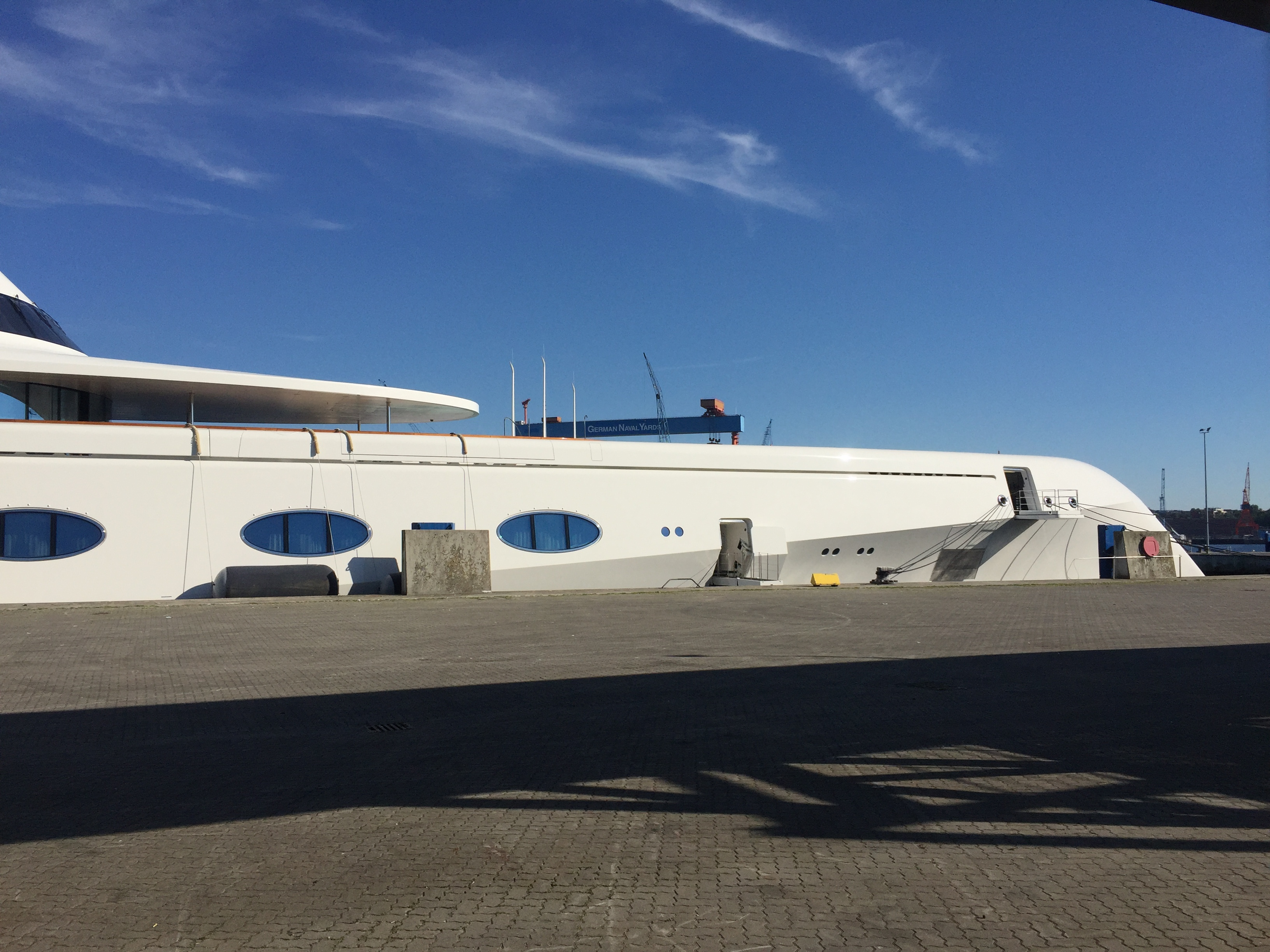
Der Bug der A